# Stora Valla
Stora Valla är en fotbollsanläggning i Degerfors, där Degerfors IF spelar sina hemmamatcher. Arenan invigdes 24 juli 1938 och har en publikkapacitet på 6 545 åskådare. Det nuvarande publikrekordet på 21 065 betalande personer noterades mot IFK Norrköping den 1 september 1963.
I angränsning till arenan finns en inomhushall kallad Stora Halla, med konstgräs och en träläktare som brann ner natten till 4 december 2007. Därefter har inomhushallen byggts upp på nytt. I samma byggnad finns också en bowlinghall med 6 banor. I Degerfors finns även ett fotbollsgymnasium.
Vid Degerfors IF:s kansli finns ett fotbollsmuseum.

## Historik
När Degerfors IF 1932 tog steget upp i dåvarande Div. 2 västra väcktes frågan om det som skulle komma att bli Stora Valla. Degerfors hade tidigare spelat på Bruksplan, men fick nu spela på Jannelunds IP. Degerfors IF väckte därför frågan om en ny idrottsplats med bruksledningen. Att DIF inte ville husera på Jannelunds IP, kan ha sin förklaring i motsättningarna mellan de arbetardominerade delarna av orten å ena sidan, och tjänstemännen som huserade vid Jannelund å andra sidan. Dessa motsättningar hade ju tidigare lett till en splittring av Degerfors IF och Jannelunds SK.
1935 hade bruksledningen anvisat mark för en ny idrottsplats, och inlett röjningsarbeten. Bygget avbröts dock då Degerfors IF och Jannelund SK närmade sig försoning och sammanslagning. Sammanslagningen skedde slutligen året därpå, 1936. Efter sammanslagningen kom nya sportsliga framgångar för Degerfors IF och 1937 gavs ingenjör Yngve Hellgren i uppdrag att rita en läktare till den nya idrottsplatsen. Den officiella invigningen ägde rum den 24 juli 1938, med bl.a. friidrott och en fotbollsmatch mellan Degerfors IF och GAIS. Tre dagar senare, den 27 juni 1938, fick idrottsplatsen sitt officiella namn: Degerfors Idrottsplats. Den nya idrottsplatsen anlades på Jannelundssidan om Letälven, snarare än på arbetarsidan (nuvarande stadsdelen Bruket), blev behovet av kommunikationer akut. Någon gång omkring 1936 förmåddes militären att, i övningssyfte, resa en träbro över Letälven nära idrottsplatsen. Bron, "Träbroa" i folkmun, restes på fyra dagar, och kanske var den tänkt som en tillfällig lösning men den kom att stå i 30 års tid. 1967 knäcktes en av brons bärande pelare av ett isflak, och köpingen fick stänga av och så småningom riva bron.
Den 31 juli 1938 spelades för första gången allsvensk fotboll på planen, då Degerfors gjorde sin allsvenska debut mot IK Sleipner.
1950 fick idrottsplatsen sitt nuvarande namn, Stora Valla.
2003 avtäcktes en skylt att Stora Valla utsetts till Idrottshistorisk minnesplats; Riksidrottsförbundet kallar Stora Valla för en "bruksidrottsikon"
I samband med att Degerfors IF avancerade från division två till Superettan 2005 överläts Stora Valla till föreningen för en symbolisk summa. Anledningen till överlåtelsen var att det skuldtyngda Degerfors IF behövde öka det egna kapitalet för att klara elitlicensen.
2006 renoverades Stora Valla delvis. Bland annat försågs sittplatsläktaren med stolar, något den tidigare saknat! De gamla löparbanorna byggdes också bort.

## Dagsläge och framtidsutsikter
Stora Valla uppfyller i dagsläget inte de krav som kommer att ställas på fotbollsarenor för elitfotboll år 2014. Det har gjort Stora Valla till en viktig politisk fråga i Degerfors och 2009 antog Degerfors kommunfullmäktige en principförklaring om att tillsammans med Degerfors IF verka för att fullgöra de krav som ställs på elitfotbollsarenor från 2014. Inför kommunalvalet 2010 gjorde Vänsterpartiet Stora Valla till en valfråga: de lovade ett ökat kommunalt engagemang samt en konstgräsplan. Degerfors IF genomförde själva en undersökning där partierna fick ta ställning till "Stora Valla-frågan". Efter valet tog Vänsterpartiet makten i kommunen, och den nya konstgräsplanen är beslutat. Den ska ligga på den plats där Stora Vallas grusplan nu ligger. Kommunen och Degerfors IF arbetar nu framåt för att finna finansiärer till uppvärmd A-plan och nya läktare. Alternativ som diskuteras är bland andra att riva den gamla minnesmärkta läktaren för att bygga helt nytt, alternativt renovera och bygga ut den.

## Läktare och byggnader
Den tillåtna publikkapaciteten under allsvenska säsongen 2023 är 6000 åskådare, varav 1044 sittande under tak och 600 sittplatser på en provisorisk långsidesläktare.

Panorama över Stora Valla, sett från norr, i juni 2014.

Den västra läktaren är Stora Vallas enda egentliga läktarbyggnad. Det är den som inrymmer idrottsplatsen 1044 sittplatser, omklädningsrum, pressläktare och det spartanska Café Skitiga Bullen.
På den östra långsidan finns ett par raders betongläktare, samt ett antal ståplatsläktare. Dessa läktare utgörs av stålställningar med träplankor ovanpå, och har klassats som tillfälliga mobila läktare.
Den södra kortsidan, nära Letälven, inrymmer ståplats för gästande supportrar. Området är inhägnat och godkänt för 750 personer. Fram till 2010 fanns det dock endast två mobila läktare med kapacitet för 250 personer var inne på området. Degerfors IF drabbades då av arrangörsböter när de ville ta in 750 åskådare. Nu står tre mobila läktare inne på området, varefter ståplatsen för gästande supportrar åter rymmer 750.
Den norra kortsidan hade från 2006 en mobil läktare , men den flyttades under 2010 till bortastå. Numer finns ingen egentlig läktare på den norra kortsidan, även om det finns möjligheter att stå i den rundade sluttningen.

### Skitiga Bullen
Café Skitiga Bullen är ett fikarum beläget i materialförvaltarnas utrymme på Stora Valla. Det blev känt för omvärlden för första gången genom Expressen-krönikören Mats Olsson som 1993 skrev: "Årets fik: Skitiga Bullen – under läktaren på Stora Valla i Degerfors, där kaffet är så starkt att plomberna lossnar." Det består i stort sett av ett gammalt bord, tre stolar och en dubbelkaffebryggare. Det är så enkelt till sin karaktär att det kan misstas för att i själva verket vara ett förråd. Fiket är uppkallat av materielförvaltaren Karsten Kurkkio, som tog det ifrån ett gammalt raggarfik i Kristinehamn. Trots fikets spartanska karaktär, har det fått besök av ett flertal storheter. Många av dessa (dock inte förre statsministern Ingvar Carlsson) har förärats en plats på väggen i Skitiga Bullen: De som materialförvaltaren Bengt Hagström tycker har uträttat något fotograferas på en av skitiga bullens stolar, fotot sätts därefter upp på väggen bland många andra.

### Hallar
I anslutning till Stora Valla finns ett antal idrottshallar. Stora Valla-hallen är en gymnastik och bowlinganläggning som dateras till 1960-talet. 1998 byggdes Stora Halla, en bollhall med träläktare och konstgräsplan (spentilux). 2007 brann Stora Halla ner till grunden, men har återuppbyggts. Hallarna är till skillnad från Stora Valla i kommunal drift och ägo.

### Degerfors Fotbollsmuseum
Degerfors Fotbollsmuseum ligger inte i direkt anslutning till Stora Valla, men är dess granne. Museet är det enda renodlade fotbollsmuseet i Sverige, och har utställningar om Degerfors IF:s historia, VM 1958, Alfa-bilder, GreNoLi samt tillfälliga utställningar. Det har i riksdagen föreslagits att museet skulle bli ett nationellt fotbollsmuseum, vilket dock har avslagits.